# Altmuehlopterus
Altmuehlopterus (nombre que significa "ala del río Altmühl") es un género extinto de pterosaurio, perteneciente al suborden Pterodactyloidea. Vivió durante el Jurásico Superior en lo que ahora es Alemania. Fue conocido anteriormente como "Daitingopterus" (que significa "ala de Daiting"), un nomen nudum que fue acuñado informalmente en 2004.

## Descubrimiento y denominación

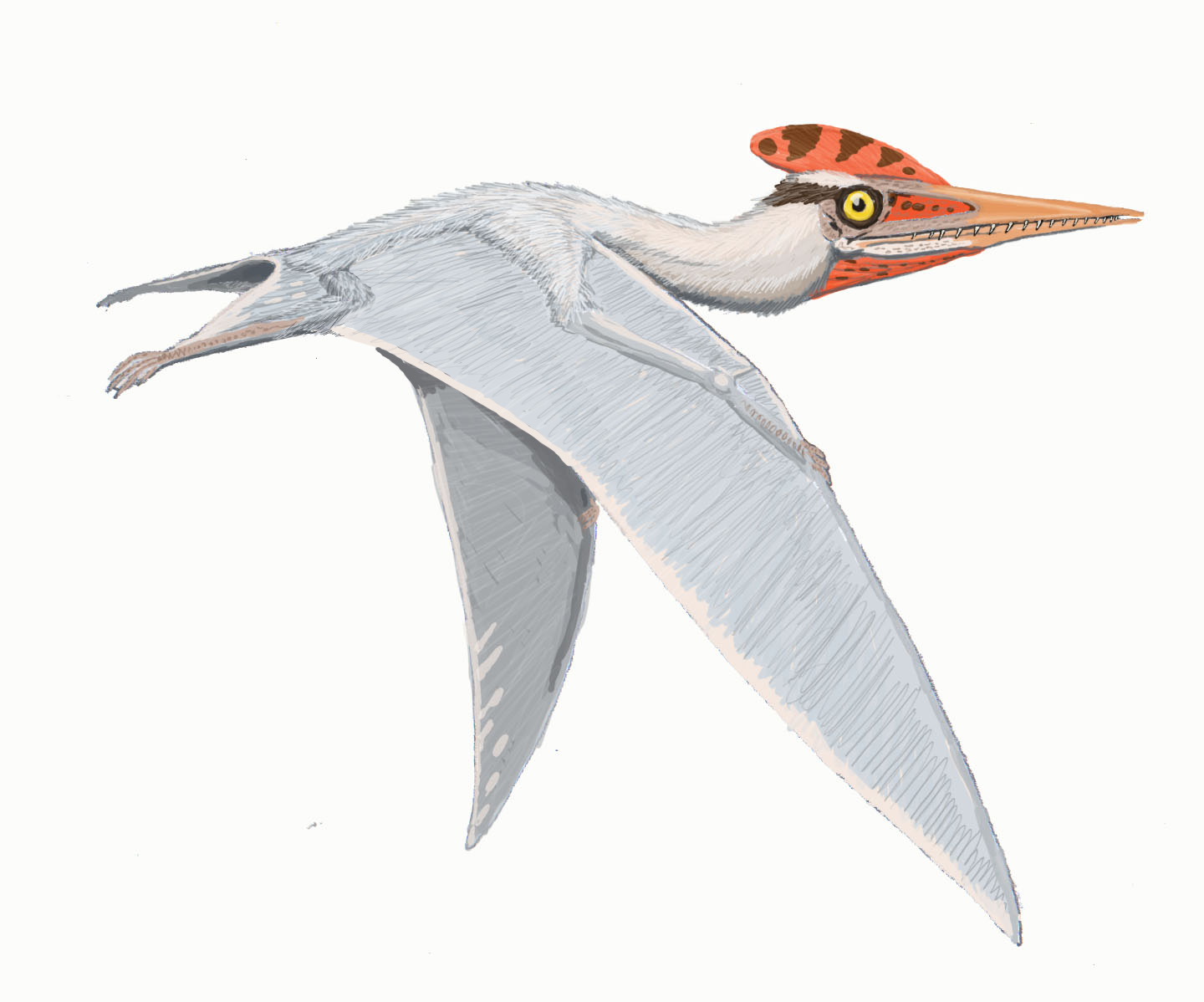
Recreación en vida.

En 1851, Johann Andreas Wagner nombró a una nueva especie de Ornithocephalus, Ornithocephalus ramphastinus. El nombre de la especie se refería al género de tucán Ramphastos, en consideración del gran hocico similar a un pico de este pterosaurio. En 1859/1860, Christian Erich Hermann von Meyer corrigió el nombre de la especie a rhamphastinus. Aunque esto es incorrecto según los estándares modernos,esta nueva denominación se ha vuelto válida al ser aceptada y usada por los subsiguientes autores, bajo el artículo 33.3.1 de la ICZN.
El espécimen holotipo, BSP AS.I.745, fue probablemente hallado en Mörnsheim cerca de Daiting en una capa de la unidad Malm Zeta 3, la cual data del Titoniense. Consiste en un esqueleto parcialmente articulado con cráneo, preservado en una cara y contracara.
En 1871, Harry Govier Seeley incluyó al espécimen en el material tipo de Diopecephalus; sin embargo, no lo había designado como el holotipo del género. Por esta razón, Peter Wellnhofer se sintió en libertad de nombrar al espécimen como una segunda especie de Germanodactylus en 1970: Germanodactylus rhamphastinus. En 2004, Michael Maisch et al. concluyeron que representaba un género distinto, para el cual lo nombraron como "Daitingopterus" en un diagrama. Este nombre permaneció como un nomen nudum.
En 2017, Steven Vidovic y David Martill le dieron un nuevo nombre al género de forma válida, Altmuehlopterus. El género combina la referencia al río Altmühl, el cual corre a lo largo de Solnhofen, con la forma latinizada del griego pteron, "ala".